# Fred Keeble
Walter Frederick Keeble (30 tháng 8 năm 1919 - 8 tháng 5 năm 1987) là một cầu thủ bóng đá người Anh thi đấu ở vị trí tiền đạo.